# Banca Arner
Die Banca Arner SA mit Sitz in Lugano ist eine Schweizer Privatbank. Ihre Kernaktivität umfasst die Vermögensverwaltung und das Private Banking. Darüber hinaus ist die Arner Gruppe im  Anlagefondsgeschäft  sowie in den Bereichen Private Equity und Corporate Finance tätig.
Die Banca Arner wurde 1984 gegründet.
In 2019 entstand aus der Fusion der Banca Arner mit der Geneva Swiss Bank (GS Banque) die ONE swiss bank.